# Política de Mónaco
O poder executivo e formado pelo chefe de estado, o príncipe, e o chefe de governo, o Ministro de Estado que preside um Conselho de Governo formado por 5 membros, o soberano tem ao seu dispor um Conselho da Coroa formado por 7 membros.
O poder legislativo esta a cargo do Conselho Nacional, formado por 24 membros eleitos por sufrágio universal.
- Forma de Governo - Monarquia Parlamentar.
- A Constituição atual está em vigor desde 17 de dezembro de 1962.
- O Príncipe Rainier III foi soberano e chefe de Estado de 9 de maio de 1947 até Março de 2005, quando foi substituído pelo seu filho Albert II. Morreu no dia 6 de abril de 2005, após complicações com uma infecção do pâncreas.
- Michel Roger é o atual primeiro-ministro e chefe de governo desde março de 2010, quando substituiu Jean-Paul Proust, que viria a falecer em abril.
- O legislativo possui uma câmara com 24 membros eleitos para um período de 5 anos.

## Var também
- Conselho Nacional de Mónaco